# Fund for Wild Nature
O Fund for Wild Nature (português: Fundo para a Natureza Selvagem) é uma organização não-governamental ambientalista que actua na América do Norte, dando apoio a projectos de grupos de pequena dimensão que intervém nas áreas da biodiversidade e natureza selvagem.
O fundo conta apenas com o apoio de donativos de cidadãos comuns. O seu apoio ajudou à criação de grupos como a Rainforest Action Network e o Center for Biological Diversity.